# Стародубовский, Константин Александрович
Константи́н Алекса́ндрович Староду́бовский (укр. Костянтин Олександрович Стародубовський; 29 ноября 1978, Одесса, СССР) — украинский футболист, вратарь, футбольный арбитр.
Один из лучших вратарей-бомбардиров Украины, который пошёл по стопам знаменитых Рожерио Сени и Хосе Луиса Чилаверта. Выступал за клубы «Портовик» Ильичёвск, «Маяк» Маяки, «Днестр» Овидиополь, «Локомотив» Одесса, «Солнечная Долина» Одесса, «Реал-Фарм» Одесса.
Рекордсмен Украины по количеству проведённых подряд «сухих» минут (1039) в соревнованиях, проводимых под эгидой Профессиональной футбольной лиги Украины.
Первый вратарь овидиопольского «Днестра», сыгравший 100 матчей на ноль в официальных матчах.
Третий в истории одесский голкипер (после Олега Суслова и Виталия Руденко), сыгравший на ноль 100 и более матчей в профессиональном футболе.
Выступал за юниорскую сборную Украины. Дважды участвовал в Кубке регионов УЕФА.
Именем Стародубовского назван символический «Клуб вратарей 100 овидиопольского „Днестра“».
Выступая за «Маяк» в чемпионате Одесской области на позиции нападающего, стал одним из лучших бомбардиров чемпионата в сезоне-1997/98.
В 2010 году начал судейскую карьеру.

## Достижения
- Победитель Второй лиги Украины (1): 2006/07
- Чемпион Украины 1999 года среди любителей
- Чемпион Одесской области 1998/99, 1999/00, 2000
- Обладатель Кубка Одесской области памяти Николая Трусевича 1997/98, 1998/99, 1999/00
- Обладатель Суперкубка Одесской области 1999
- Трёхкратный чемпион Одессы по мини-футболу